# Brachythemis wilsoni
Brachythemis wilsoni é uma espécie de libelinha da família Libellulidae.
Pode ser encontrada nos seguintes países: Burkina Faso, Camarões, República Democrática do Congo, Costa do Marfim, Nigéria, Sudão, Togo, Uganda, possivelmente Botswana e possivelmente em Quénia.
Os seus habitats naturais são: savanas áridas, savanas húmidas, matagal árido tropical ou subtropical, matagal húmido tropical ou subtropical, rios e rios intermitentes.